# Bataille de Mollet
Batailles
- Valls (1re)
- 2e Molins de Rei (03-1809) (ca)
- Gérone
- Alcañiz
- María-Belchite
- Mollet
- Vich
- Villafranca (2e)
- Lérida
- Mequinenza
- La Bisbal
- Tortose
- Valls (2e)
- Tarragone (1er)
- Montserrat
- Sagonte
- Valence
- Castalla (1er)
- Castalla (2e)
- Tarragone (2e)
- Ordal

Le combat de Mollet oppose les troupes françaises du général Duhesme aux Espagnols sous les ordres du général Campoverde (en) à Mollet del Vallès près de Barcelone, le 21 janvier 1810 .
Le maréchal Augereau ayant été nommé pour commander en Aragon, le 20 janvier, une force lui est envoyée de Barcelone pour l'accueillir. Le commandant O'Donnell, commandant les Espagnols depuis son rôle dans le siège de Gérone, ne guette qu'une telle occasion pour battre les Français.

## Santa Perpètua de Mogoda
Le commandant Wauthier du 112e régiment d'infanterie est surpris de nuit dans Santa Perpètua de Mogoda et après une belle défense, son régiment est entièrement défait ; ses hommes sont capturés, blessés ou tués. Galvanisé par cette victoire, Campoverde se dirige sur Mollet.

## Mollet del Vallès
La ruée sur le village est telle que tout est enlevé, dont les 250 cuirassiers du 3e régiment provisoire, commandés par le colonel Guéry, et trois bataillons d'infanterie. Fort peu réussissent à s'enfuir, comme le chef de bataillon Miocque. Une grande quantité de bagages est perdue.

## Granollers
Quelques hommes en poste à Granollers sont assiégés pendant trois jours en refusant de se rendre, et sont finalement dégagés par l'avance du maréchal Augereau qui découvre le grand carnage qui a été fait des hommes dans le village de Mollet. Augereau arrive au palais de Barcelone où il a été, trente ans plus tôt, simple garde wallonne ; prenant son commandement de gouverneur de Catalogne, il renvoie Duhesme en France.